# Barricata

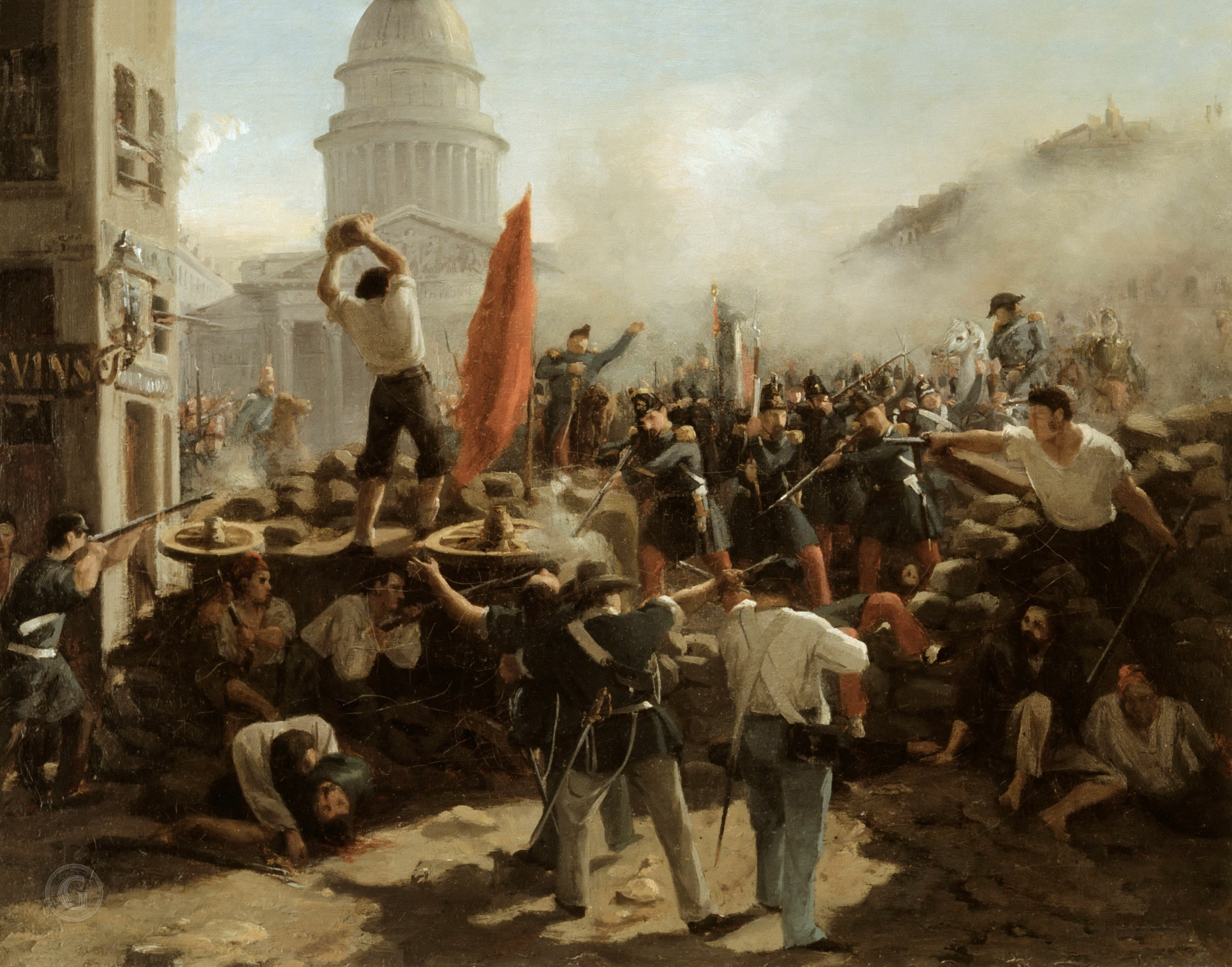
Barricate parigine durante i moti del 1848. Dipinto di Horace Vernet

In ambito militare, una barricata è una muraglia improvvisata, dalla composizione varia, utilizzata come fortificazione di fortuna, come rifugio dal nemico o come barriera per impedirne il passaggio. Si tratta di un tipo di struttura caratteristica degli scenari di guerriglia urbana, adattandosi particolarmente ad essere utilizzata in strade e vicoli per chiuderne gli accessi e trasformarli così in "roccaforti" da cui organizzare la difesa o bloccare il nemico.

## Etimologia
Il termine deriva da barriques, botti di legno che, riempite con terra o detriti, venivano utilizzate per creare tali barriere durante la Rivoluzione francese. Trattandosi di una costruzione di fortuna, una barricata può essere costituita da materiali e oggetti quanto mai vari: pietre, pali di legno, carri e automezzi ribaltati, detriti di varia natura, e in generale da qualunque oggetto sufficientemente voluminoso e resistente dietro cui asserragliarsi.

## Storia
¡A las Barricadas!
por el triunfo
de la Confederación.»
(A las barricadas, canzone popolare degli anarchici spagnoli)

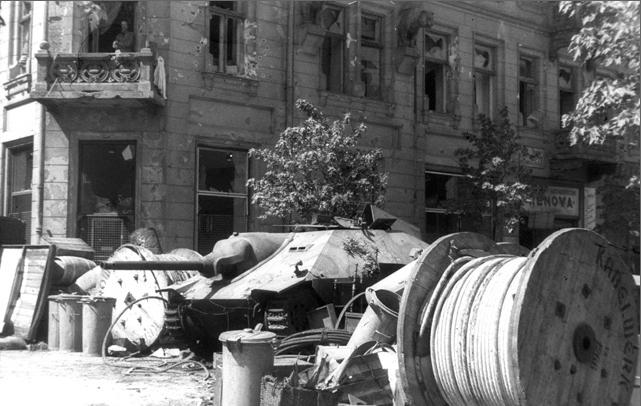
Barricate in Polonia, durante la Rivolta di Varsavia

19 novembre 1969 Milano: barricate in via Bergamini erette dagli studenti in difesa della Statale occupata

Storicamente, il primo utilizzo documentato di barricate durante gli scontri urbani si ha nel 1588 a Parigi: il 12 maggio di quell'anno i cattolici parigini si rivoltarono contro il re Enrico III, costringendolo infine ad abbandonare la capitale. In quell'occasione, i ribelli si riversarono nelle strade e nelle piazze, utilizzando carrozze, botti e fasci di legname per intrappolare le forze lealiste ed impedirne i movimenti. L'evento passò alla storia con il nome di giorno delle barricate (Journée des barricades).
Successivamente, le barricate tornarono ad essere utilizzate massicciamente in occasione delle varie rivolte popolari che si accesero in Europa tra la fine del 1700 e gli inizi del 1900, a partire dalla Rivoluzione francese. Un'importante descrizione di quelli che erano gli scontri dietro le barricate all'epoca viene data nel romanzo I miserabili di Victor Hugo, alcuni capitoli del quale si svolgono dietro una delle barricate erette in occasione dell'insurrezione parigina del maggio 1832. Secondo alcuni storici, la rinnovazione Haussmaniana di Parigi sotto Napoleone III, con la quale furono costruiti gli ampi boulevard esistenti ancora oggi, fu dovuta almeno in parte all'esigenza di limitare la possibilità dei cittadini di trincerarsi nei vicoli.
In tempi recenti, le barricate vennero e vengono tuttora utilizzate nei più diversi teatri di guerra urbana, sia dalle forze degli eserciti regolari che da ribelli e rivoltosi: trovarono il loro impiego, ad esempio, nella Guerra civile spagnola, nella Seconda guerra mondiale, o nelle lotte del Maggio francese, di cui divennero uno dei simboli.